# Лейн, Ник
Ник Лейн, Ник Лэйн, (англ. Nick Lane; род. 1967) — британский биохимик и писатель, автор научно-популярных книг. Научный сотрудник университетского колледжа Лондона. Четыре книги Лейна получили награды. Также он является автором и соавтором научных статей в журналах Nature, Science, New Scientist.

## Карьера
Получив образование в Имперском колледже в Лондоне, он получил докторскую степень в Королевском бесплатном госпитале мединститута в 1995 году, защитив «In vivo studies of ischaemia-reperfusion injury in hypothermically stored rabbit renal autograft». Затем он год проработал в качестве медицинского редактора в Oxford Clinical Communications, перейдя затем в медицинскую компанию Medi Cine International. C 1999 до 2002 Ник работал в качестве стратегического директора в Adelphi Medi Cine.

## Вклад
В 2022 году группа биохимиков во главе с Лейном доказала, что аденозинтрифосфорная кислота, использующаяся всеми земными живыми организмами, могла синтезироваться предбиологическим путём в условиях, существовавших на поверхности древней Земли.

## Публикации
Его книга «Лестница жизни. Десять величайших изобретений эволюции» получила Премию Королевского Общества за научные книги.

### Книги
- Lane, N. Oxygen: The molecule that made the world (англ.). — Oxford University Press, 2003. — ISBN 978-0198508038.
  - Лейн, Н. Кислород : Молекула, изменившая мир — Эксмо, 2016. — (Civiliзация.)
- Life in the Frozen State (неопр.) / Lane, Nick; Fuller, Barry; Benson, Erica. — CRC Press, 2004. — ISBN 978-0415247009.
- Lane, Nick. Power, Sex, Suicide: Mitochondria and the Meaning of Life (англ.). — Oxford University Press, 2005. — ISBN 978-0192804815.
  - Лейн, Н. Энергия, секс и самоубийство : митохондрии и смысл жизни — Питер, 2016.
  - Лейн, Н. Энергия, секс и самоубийство : митохондрии и смысл жизни. / 2-е изд. — Портал, 2022.
- Lane, Nick. Life Ascending: The Ten Great Inventions of Evolution (англ.). — Profile Books[англ.], 2009. — ISBN 978-1861978486.
  - Лейн, Н. Лестница жизни : десять величайших изобретений эволюции — CORPUS, 2013.
- Lane, Nick. The vital question (англ.). — Profile Books, ISBN 978-1781250365 (UK); W. W. Norton, ISBN 978-0393088816 (US), 2015.
  - Лейн, Н. Вопрос жизни : энергия, эволюция и происхождение сложности. — CORPUS, 2018. — 582 с. — 3000 экз. — ISBN 978-5-17-983126-6.
- Lane, Nick. Transformer: The Deep Chemistry of Life and Death. — W. W. Norton & Company, 2022. — ISBN 978-0-393-65148-5.

### Избранные статьи
- Lane, N. Mitochondrial disease: Powerhouse of disease (англ.) // Nature. — 2006. — 29 March (vol. 440). — P. 600—602. — doi:10.1038/440600a. — PMID 16572142.
- Lane, N. Cell biology: Power games (англ.) // Nature. — 2006. — 25 October (vol. 443). — P. 901—903. — doi:10.1038/443901a.
- Lane, N. Biodiversity: On the origin of bar codes (англ.) // Nature. — 2009. — 19 November (vol. 462). — P. 272—274. — doi:10.1038/462272a.
- Lane, N. Genesis Revisited' (англ.) // New Scientist : magazine. — 2010. — 7 August.
- Lane, N. Life: is it inevitable or just a fluke? (англ.) // New Scientist : magazine. — 2012. — 25 June.